# Stenus impressus
Stenus impressus is een keversoort die behoort tot de familie van de kortschildkevers. Het kan in de meeste maanden van het jaar worden aangetroffen, maar met een piek van maart tot mei.

## Kenmerken
Een slanke zwarte kortschildkever met geeloranje poten. Hij heeft een lengte van 3,7 tot 4,5 mm.

## Habitat
Vaak geassocieerd met bos, maar niet met water. Het wordt vaak aangetroffen in mos en bladafval. 